# Llista de monuments de Pontós
Llista de monuments de Pontós inclosos en l'Inventari del Patrimoni Arquitectònic de Catalunya per al municipi de Pontós (Alt Empordà). Inclou els inscrits en el Registre de Béns Culturals d'Interès Nacional (BCIN) amb la classificació de monuments històrics i els Béns Culturals d'Interès Local (BCIL) de caràcter arquitectònic.
| Monument                                                       | Protecció    | Estil/època                             | Localització                                                            | Coordenades                                          | Codi?         | Imatge |
| -------------------------------------------------------------- | ------------ | --------------------------------------- | ----------------------------------------------------------------------- | ---------------------------------------------------- | ------------- | --- |
| Castell de Pontós                                              | BCIN 1293-MH | Obra popular XII                        | Pontós A 500 m a migdia de la vila, barri del Castell                   | 42° 10′ 56″ N, 2° 55′ 05″ E / 42.18232°N,2.918074°E  | RI-51-0006032 | Carregueu una nova foto d'aquest monument                                                                                           |
| Torre de l'Àngel                                               | BCIN 1294-MH | Obra popular XIX                        | Pontós A uns 500 m al nord, dalt d'un turó del pla de l'Àngel           | 42° 11′ 23″ N, 2° 55′ 30″ E / 42.189636°N,2.924943°E | RI-51-0006033 | Torre de l'Àngel (Pontós) · Vegeu més fotos d'aquest monument · Carregueu una nova foto d'aquest monument                           |
| Mas el Castell                                                 | BCIN 1295-MH | XV-XVI, XVII-XVIII                      | Pontós A 1 km al nord-oest de l'església de Sant Mer i Sant Celdoni     | 42° 11′ 06″ N, 2° 53′ 29″ E / 42.184904°N,2.891306°E | RI-51-0006034 | Carregueu una nova foto d'aquest monument                                                                                           |
| Església parroquial de Sant Martí de Tours                     | BCIL 1985    | Romànic, barroc X-XI, XII-XIII, XVIII   | Pontós C. Figueres                                                      | 42° 11′ 13″ N, 2° 55′ 02″ E / 42.186813°N,2.917220°E | IPA-19991     | Església parroquial de Sant Martí de Tours (Pontós) · Vegeu més fotos d'aquest monument · Carregueu una nova foto d'aquest monument |
| Can Verdaguer, Can Requesens                                   | BCIL 1985    | Gòtic tardà, obra popular XV-XVI, XVIII | Pontós Pl. Major, 12                                                    | 42° 11′ 11″ N, 2° 55′ 00″ E / 42.186426°N,2.916723°E | IPA-19992     | Carregueu una nova foto d'aquest monument                                                                                           |
| Capella de Santa Anna                                          | BCIL 1985    | Obra popular XVI-XVII                   | Pontós Entre la ctra. N-II i l'A-17 en el límit entre Pontós i Garrigàs | 42° 10′ 13″ N, 2° 55′ 26″ E / 42.170336°N,2.923876°E | IPA-19995     | Capella de Santa Anna (Pontós) · Vegeu més fotos d'aquest monument · Carregueu una nova foto d'aquest monument                      |
| Can Clos                                                       | BCIL 1985    | Obra popular XVIII                      | Pontós Veïnat Mas Clos                                                  | 42° 11′ 23″ N, 2° 54′ 47″ E / 42.189665°N,2.912959°E | IPA-37788     | Carregueu una nova foto d'aquest monument                                                                                           |
| Can Faras                                                      | BCIL 1985    | Obra popular XVII                       | Pontós Veïnat de Romanyà d'Empordà                                      | 42° 10′ 37″ N, 2° 54′ 28″ E / 42.176849°N,2.907887°E | IPA-37789     | Can Faras (Pontós) · Vegeu més fotos d'aquest monument · Carregueu una nova foto d'aquest monument                                  |
| Església de Sant Medir de Romanyà, Sant Emeteri i Sant Celdoni | BCIL 1985    | Romànic, obra popular XII, XVII         | Pontós Veïnat de Romanyà d'Empordà                                      | 42° 10′ 36″ N, 2° 53′ 41″ E / 42.176616°N,2.894712°E | IPA-37827     | Església de Sant Medir de Romanyà (Pontós) · Vegeu més fotos d'aquest monument · Carregueu una nova foto d'aquest monument          |
| Mas Castellar                                                  | BCIL 1985    | Obra popular XVIII                      | Pontós Ctra. GIP-5126                                                   | 42° 11′ 59″ N, 2° 54′ 07″ E / 42.199798°N,2.902080°E | IPA-37828     | Carregueu una nova foto d'aquest monument                                                                                           |
| Mas Roca                                                       | BCIL 1985    | Obra popular XVII                       | Pontós Veïnat de Romanyà d'Empordà                                      | 42° 10′ 34″ N, 2° 53′ 40″ E / 42.176131°N,2.894537°E | IPA-37829     | Carregueu una nova foto d'aquest monument                                                                                           |
| Ca n'Oliver Vell, Cal Monjo, Edifici dels Germans Maristes     | BCIL 1985    | Obra popular, gòtic tardà XVI-XVII, XX  | Pontós Pl. dels Germans Maristes, 2                                     | 42° 11′ 07″ N, 2° 55′ 00″ E / 42.185237°N,2.916743°E | IPA-39233     | Carregueu una nova foto d'aquest monument                                                                                           |
| Cal Carreter                                                   | BCIL 1985    | Obra popular XVI-XVII                   | Pontós C. de la Creu, 5                                                 | 42° 11′ 10″ N, 2° 55′ 01″ E / 42.185998°N,2.916869°E | IPA-39325     | Carregueu una nova foto d'aquest monument                                                                                           |
| Cementiri                                                      | BCIL 1985    | Obra popular XX Inici                   | Pontós Al nord-est del nucli urbà, pel c. de Figueres                   | 42° 11′ 22″ N, 2° 55′ 06″ E / 42.189399°N,2.918464°E | IPA-39353     | Carregueu una nova foto d'aquest monument                                                                                           |
| Casa al carrer de Dalt, 10                                     |              | Obra popular XIX Mitjan                 | Pontós C. de Dalt, 10                                                   | 42° 11′ 08″ N, 2° 55′ 03″ E / 42.185683°N,2.917627°E | IPA-39395     | Carregueu una nova foto d'aquest monument                                                                                           |
| Can Vilà                                                       | BCIL 1985    | Obra popular XVI                        | Pontós Pl. Major, 16                                                    | 42° 11′ 12″ N, 2° 54′ 59″ E / 42.186795°N,2.916517°E | IPA-39403     | Carregueu una nova foto d'aquest monument                                                                                           |
| Creu de terme                                                  |              | Obra popular XVI                        | Pontós Pl. dels Germans Maristes                                        | 42° 11′ 08″ N, 2° 55′ 02″ E / 42.185584°N,2.917233°E | IPA-39405     | Creu de terme (Pontós) · Vegeu més fotos d'aquest monument · Carregueu una nova foto d'aquest monument                              |
| Antigues Escoles                                               | BCIL 1985    | XX                                      | Pontós C. de la Creu, 20                                                | 42° 11′ 04″ N, 2° 55′ 05″ E / 42.18438°N,2.91798°E   | IPA-49268     | Carregueu una nova foto d'aquest monument                                                                                           |